# Фабричный (Рязанская область)
Фабричный — посёлок в Сапожковском районе Рязанской области России. Входит в состав Михеевского сельского поселения.

## География
Посёлок находится в южной части Рязанской области, в зоне широколиственных лесов, на берегу реки Лукмос, на расстоянии примерно 18 километров (по прямой) к северо-западу от рабочего посёлка Сапожок, административного центра района. Абсолютная высота — 138 метров над уровнем моря.

### Климат
Климат характеризуется как умеренно континентальный, с тёплым летом и умеренно холодной снежной зимой. Среднегодовая температура воздуха — 4,3 °C. Средняя температура воздуха самого холодного месяца (января) — −11,4 °C; самого тёплого месяца (июля) — 19 °C. Вегетационный период длится около 180 дней. Среднегодовое количество осадков — 551 мм, из которых 365 мм выпадает в период с апреля по октябрь.

### Часовой пояс
Посёлок Фабричный, как и вся Рязанская область, находится в часовой зоне МСК (московское время). Смещение применяемого времени относительно UTC составляет +3:00.

## Население
| 2010 |
| ---- |
| 0    |

### Национальный состав
Согласно результатам переписи 2002 года, в национальной структуре населения русские составляли 100 % из 4 чел.

## Происхождение названия
Населённый пункт получил такое название в связи с тем, что он возник при миткальной фабрике, основанной в этом месте в конце XIX в.

## История
В конце XIX века владелец отбелочной фабрики в селе Клишино и миткальной фабрики в селе Сенницы Моргунов купил для постройки новой миткальной фабрики пустовавшую землю у речки Лукмос в Сапожковском уезде. Сёла Клишино и Сенницы входили тогда в Зарайский уезд Рязанской губернии, а теперь относятся к городскому округу Коломна Московской области.
Начав строительство миткальной фабрики, Моргунов поселил на новое место и часть своих рабочих с семьями из села Клишино. Но занимался этим делом не сам фабрикант, а его доверенное лицо – Жадов. Поэтому возникшее новое поселение жители окрестных деревень нарекли Жадовскими Выселками. Фабричным же посёлок был назван официально уже позднее. Вплоть до 1917 года в списках селений Рязанской губернии он значится: «Фабричный посёлок, тож. Жадовские Выселки».
Сама же фабрика просуществовала недолго. Моргунов, посчитав её малодоходной, её закрыл.